# Záhada zelené rukavice
Záhada zelené rukavice (originální název Rilloby Fair Mystery) je kniha pro děti od britské spisovatelky Enid Blytonové. Kniha poprvé vyšla  v roce 1950 a je druhým titulem šestidílné detektivní série „Záhad“. Všechny knihy mají stejné hrdiny – Rogera, Dianu, vtipálka Pajdu, statečného a dobrodružného přítele Barnyho, psa Ťulpu a opičku Mirandu, kteří se promění v detektivy a snaží se vyřešit vždy nějakou záhadu. V této knize se konkrétně jedná o krádež vzácných listin. Parta malých detektivů zažije při pátrání po zlodějích spoustu dobrodružství.

## Děj
Začaly Velikonoční prázdniny a Roger s Dianou přijeli domů. Tam zjistili, že je tyto prázdniny kromě jejich bratrance Pajdy a jeho psa Ťulpy navštíví také nudný podivínský strýc Robert. Děti se bály, že budou mít touto nečekanou návštěvou zkažené celé prázdniny. Jejich obavy se ale rozplynuly hned po tom, co se od strýčka dozvěděly o podivné loupeži vzácných listin. Děti brzy objevily spojitost mezi krádežemi a poutí a pátrání po tajemném zloději, který prochází přes zamčené dveře a zavřená okna mohlo začít. Na pouti narazily na jejich kamaráda Barnyho a jeho opičku Mirandu. Hned mu řekly o jejich podezření a Barny slíbil, že jim s pátráním pomůže. Na stopu je přivedl útržek vzkazu, který náhodou objevily přilepený na pytlíku bonbónu, který jim ukradl jeden ze šimpanzů, kteří na pouti vystupují. Lísteček jim prozradil, kde a v kolik hodin dojde k další loupeži. Děti proto zahájily noční hlídky a doufaly, že zloděje přistihnou při činu. Pro všechny bylo velkým překvapením, když se ukázalo, že záhadný lupič, který nosí zelené rukavice je jeden z šimpanzů z pouti. Do domů pronikal komínem a bral listiny, které mu někdo předem označil. Při řešení této „záhady zelené rukavice“ děti zažily spoustu zábavy a dobrodružství a už se těší na další záhadu.

## Přijetí díla
Podle Reného Ditmara je tato kniha nejvhodnější pro desetileté čtenáře, kteří knížku dobře pochopí a zabaví se u řešení detektivní záhady, kterou jim autorka připravila, stejně jako parta dětí v knížce. Autorka stejně jako v dalších dílech série „Záhad“ dovede splnit očekávání svých čtenářů a děti, které už nečtou pohádky a ještě nehltají „velké“ detektivky, si tyto záhadné knížky jistě přečtou s chutí. Je to milé čtení, v němž nemalou úlohu hrají dobré vztahy mezi dětmi a jejich zvířecími kamarády. Každý z nich má v ději svou nezastupitelnou úlohu.
Kniha nám přibližuje život rodiny Lyntonových. Jako domácnost vyšší střední třídy mají Lyntonovi svou kuchařku i služebnou. Autorka také v knize klade důraz na dobré vychování dětí, jejich smysl pro zodpovědnost a respekt k rodičům. Vztah Rogera a Diany s jejich rodiči by ale mohl být v knize rozveden více. Dobový nádech lze vidět například, když jede Pajda koupit kuchařce nový váleček na mandl. Celková zápletka knihy je klasická záhada zločinu v zamčeném pokoji. Podobný scénář se opakuje i v knize Pětka a zloději (Five Are Together Again) od stejné autorky.